# Sentier du littoral de Saint-Félix
Le sentier du littoral de Saint-Félix est un sentier de randonnée de 6,5 km situé en Guadeloupe sur l'île de Grande-Terre sur le territoire de la commune du Gosier.

## Description
Le sentier suit la côte à partir de la plage de la pointe de la Saline. Il passe par le monument commémorant le débarquement du 2 juin 1794 lorsque le premier décret d'abolition de l'esclavage est apporté. Le sentier longe la saline, passe par le hameau de Saint-Félix, longe l'anse du Mont et son port et atteint la pointe Canot d'où il est possible de rejoindre l'anse Vinaigri.
L'ensemble est classé au Conservatoire du littoral.
La randonnée passe successivement par les sites suivants : 
- plage de la pointe de la Saline
- Pointe de la Saline
- Saint-Félix
- Anse du Mont
- Plage de anse du Mont ou de Saint-Félix
- Pointe Canot

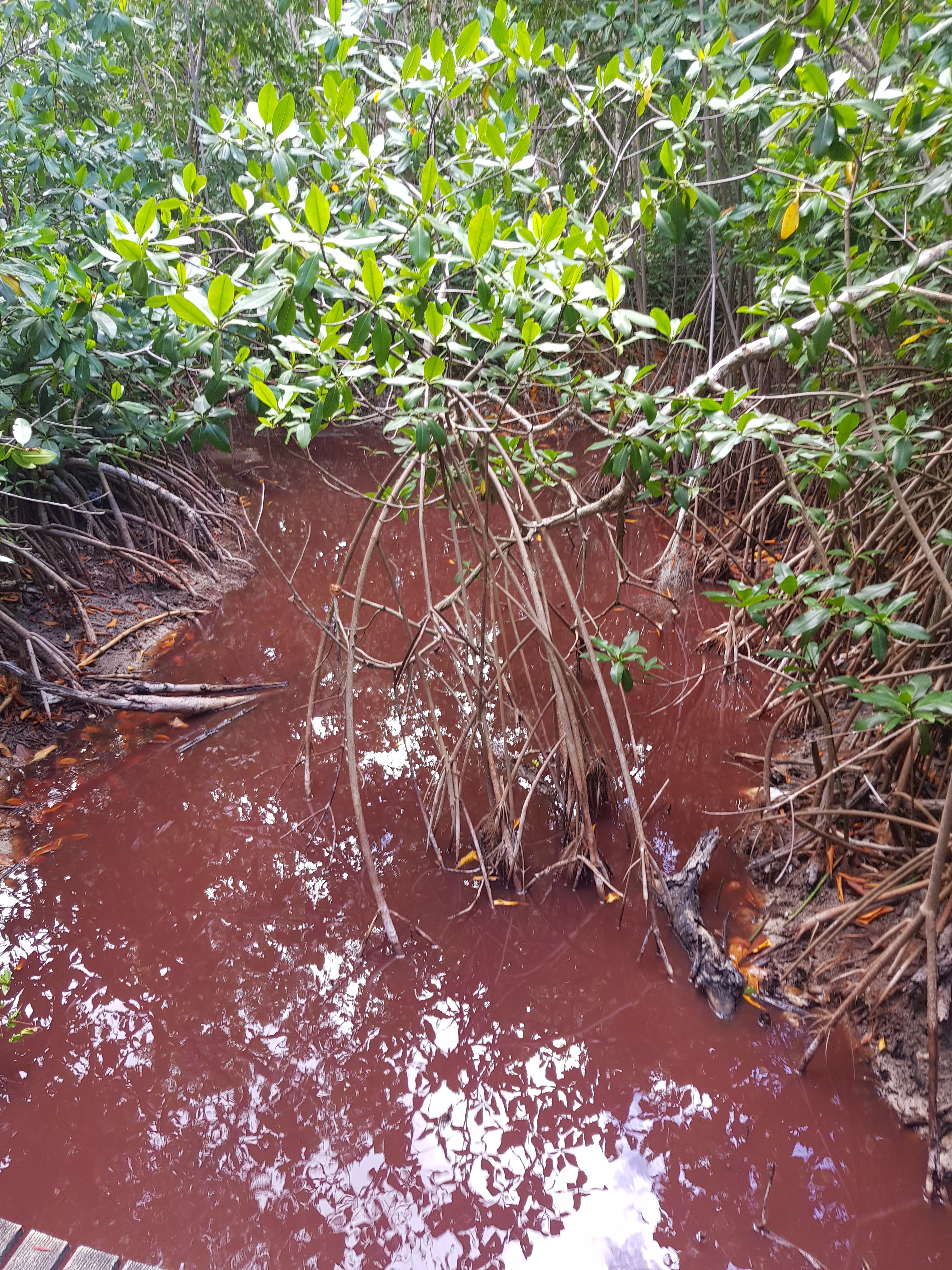
Eaux de la saline
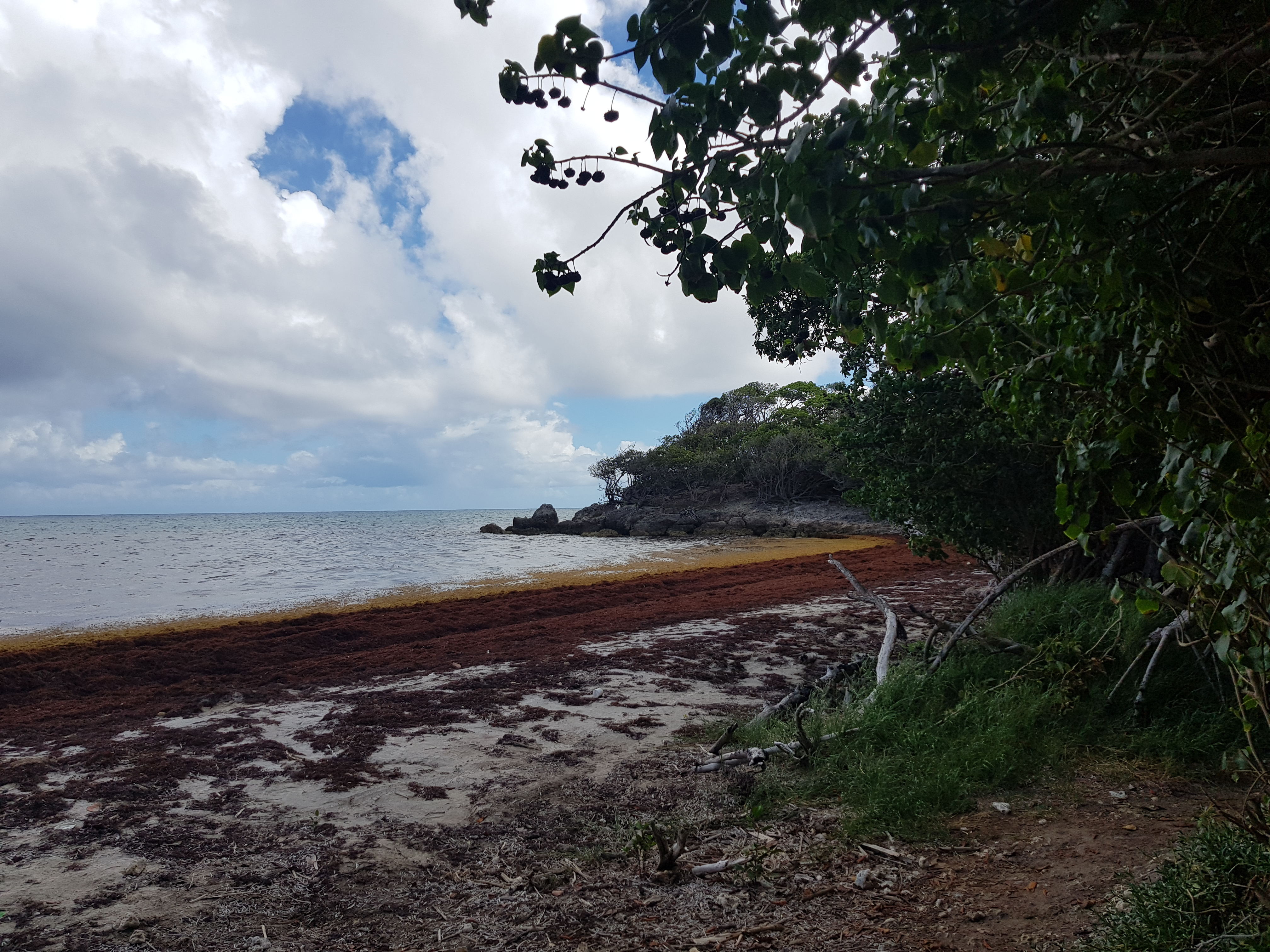
Littoral entre la pointe de la saline et l'anse du Mont
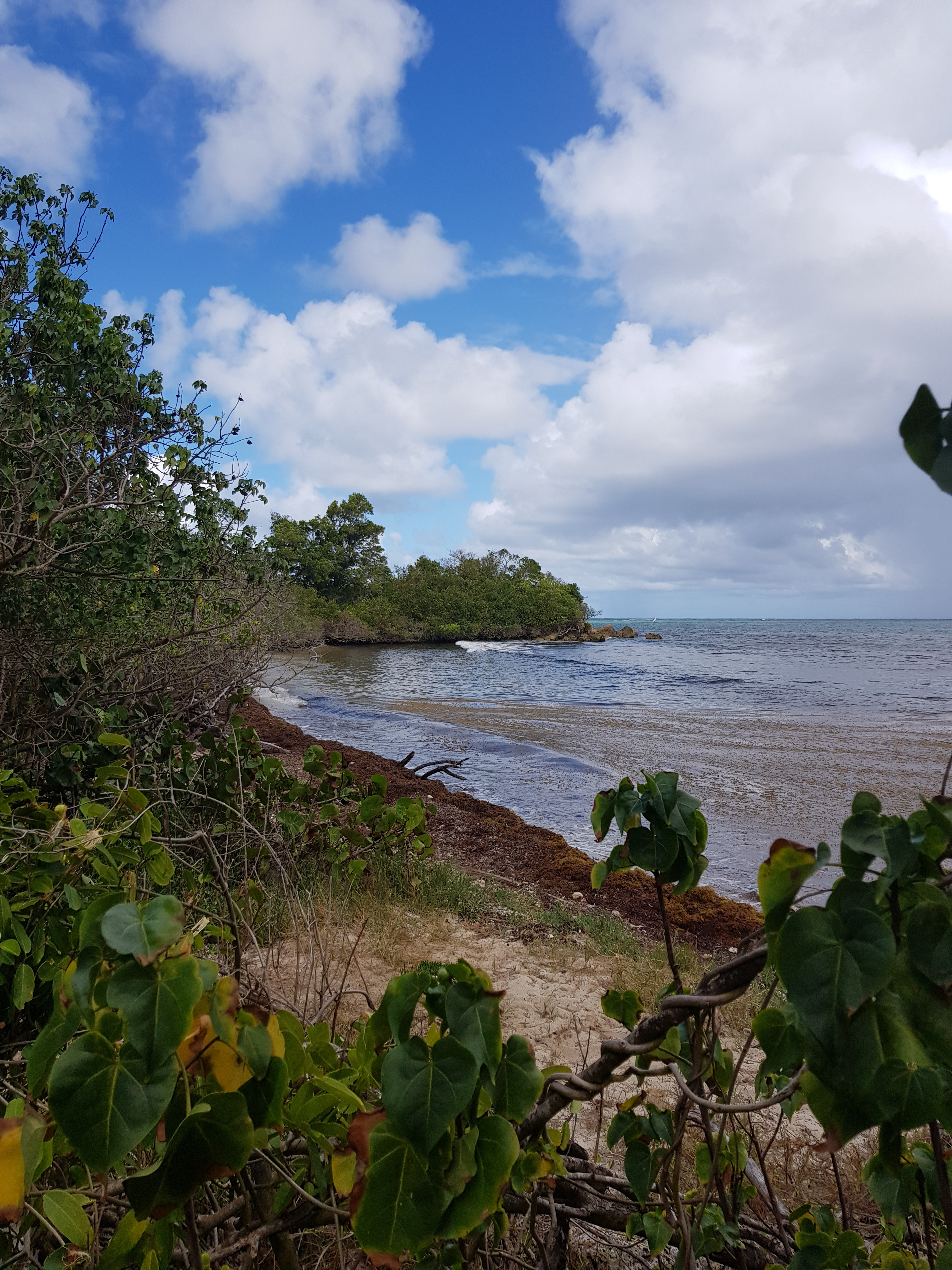
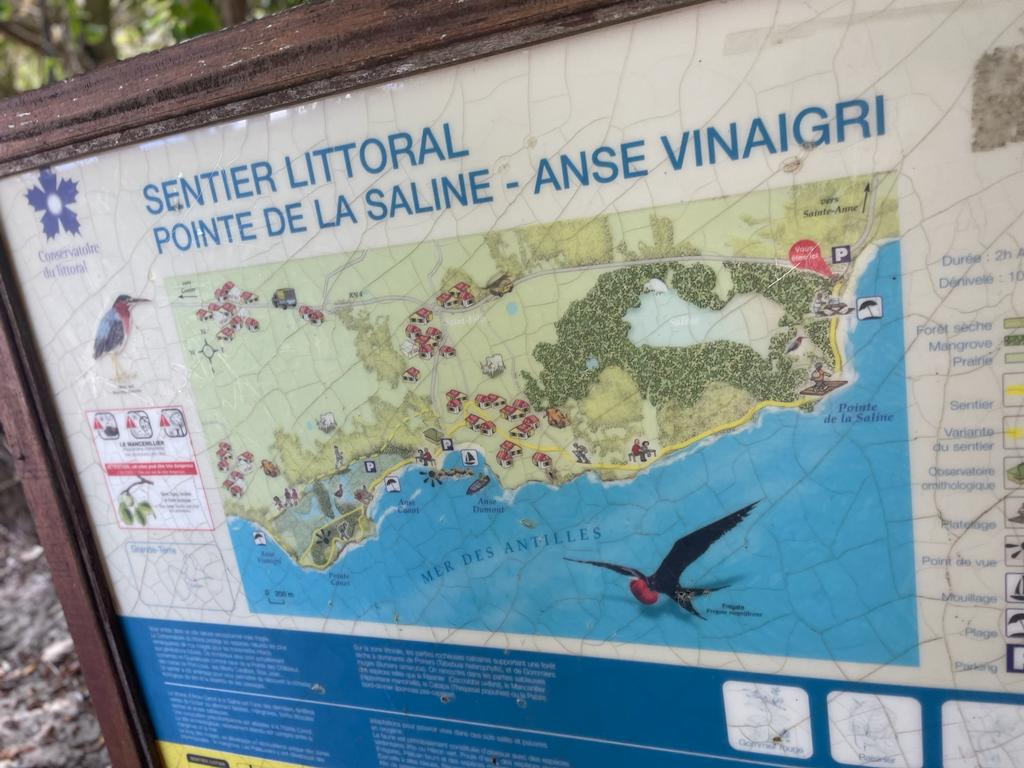
Panneau du sentier